# Plague
Plague és una pel·lícula de ciència-ficció canadenca-estatunidenca de 1979 sobre un accident d'enginyeria genètica, un bacteri fertilitzant que s'escapa d'un laboratori al Canadà. La pel·lícula també és coneguda internacionalment com Induced Syndrome (UK), M-3: The Gemini Strain o Mutation (USA).

## Argument
Quan un grup de científics treballa per desenvolupar un bacteri per augmentar el rendiment dels aliments es retarda per processos burocràtics, la doctora Celia Graham (Brenda Donahue) ignora els protocols i desenvolupa un bacteri anomenat M3.
El nou bacteri s'allibera accidentalment i causa malalties en nens i mort a altres arreu del món. La malaltia és altament contagiosa, i l'epidèmia augmenta geomètricament. El Dr. Graham és mort pel virus, mentre que una dona infectada però no afectada propaga la malaltia a la manera de la Mary Mallon.
Els científics Dr. Bill Fuller (Daniel Pilon) i la Dra. Jessica Morgan (Kate Reid) treballen incansablement per desenvolupar un antídot per aturar el contagi.

## Repartiment
- Daniel Pilon -Dr. Bill Fuller
- Kate Reid - Dr. Jessica Morgan
- Celine Lomez - Margo Simar la portadora
- Michael J. Reynolds - Dr. Dave McKay
- John Kerr - Guàrdia
- Brenda Donahue - Dr. Celia Graham

## Estrena
La pel·lícula es va estrenar als cinemes als Estats Units per Group 1 International Distribution Organization Ltd. el gener de 1979.
La pel·lícula es va estrenar en DVD al Regne Unit de Prism Leisure Corporation com a part d'una col·lecció de 4 pel·lícules (amb Bram Stoker's Legend of the Mummy 2, Howling IV: The Original Nightmare i La nit dels morts vivents) el 7 d'octubre de 2002. També es va llançar individualment. de Prism Leisure i de Digital Entertainment Ltd el 2008. El 2018, la pel·lícula encara no s'havia estrenat oficialment en DVD als Estats Units.

## Recepció
Creature Feature va donar a la pel·lícula dues estrelles de cada cinc. TV Guide va trobar que l'enfocament en els científics encarregats de trobar la cura era un avantatge, que en general la pel·lícula era risible. Moira també va donar dues estrelles a la pel·lícula, trobant-la avorrida i sense oferir res original en el gènere de les pel·lícules de malalties. També va trobar que els valors de producció eren en mal estat i que faltava la seva representació dels procediments operatius d'un biolab.

## Premis
Nominada a millor pel·lícula al XII Festival Internacional de Cinema Fantàstic i de Terror de 1979 i guanyadora del Premi al millor guió i el Premi de la Crítica. També va participar en la selecció oficial del Festival internacional de cinema fantàstic d'Avoriaz.